# Андреев, Филипп Михайлович
Фили́пп Миха́йлович Андре́ев (1913—1944) — участник Великой Отечественной войны, командир роты автоматчиков 214-го гвардейского стрелкового полка 73-й гвардейской стрелковой Сталинградской дивизии 57-й армии 3-го Украинского фронта, гвардии старший лейтенант. Герой Советского Союза (1944).

## Биография
Родился в 1913 году в г. Николаеве.
В Красную армию был призван в 1935 году. Кадровый военный.
26 марта 1944 года при форсировании Южного Буга у хутора Кременьчуг Арбузинского района Одесской (ныне Николаевской) области был тяжело ранен и утонул в реке.

## Память
- В 1965 году в пгт Александровка Вознесенского района Николаевской области Ф. М. Андрееву был установлен памятник.[3]

## Награды
- Указом Президиума Верховного Совета СССР от 3 июня 1944 года присвоено звание Героя Советского Союза.
- Награждён орденом Ленина, а также другими орденами и медалями.